# Мариј Чодра
 Мариј Чодра  ( рус. Марий Чодра) је национални парк, који се налази у републици Мариј Ел, у близини границе са Татарстаном, у Русији. Парк има површину од 366 km² а основан је 1985. године. Најближи град је удаљен Волжск 30 км. а главни град Мариј Ел републике, Јошкар Ола, удаљен је 60 км.

## Флора
Мариј Чодра је створен ради заштите ретких биљака: забележено је више од 115 ретких биљних врста.
Парк је покривен мешавином четинарским и листопадним шума. На већим висинама у парку доминирају храстове шуме са јавором, липом, смрчом, а у нижим деловима — мешовите шуме смрче, бора, липе, храста, јавора, јасике, бреста. Постоје борове шуме са јасиком, брезом, смрчом. Мала подручја су окупирана ниским травнатим бреговима.

## Фауна
У фауни се најчешће срећу: лос, веверица, европски зец, мала ласица, велика ласица, твор, куна, европски дабар, видра. Такође, ту су и медвед и вук. Од птица: тетреб рушевац, велики тетреб, лештарка, од грабљивица ту су: јастреб кокошар, црна луња, сури орао. Од језерских птица најчешће су патка глувара и крџа.

## Туризам
У парку постоји четрнаест туристичких места, најпопуларније су језера Јалчик, Глукоје и Кичијерска језера, затим сплаварење на реци Иљет и реци Јушут, Пугачов храст, и планина Мапле.
Мариј Чодри је једна од најпосећенијих туристичких дестинација у републикама Мари Ел, Татарстана, и Чувашије.